# إدوين كورنينغ
إدوين كورنينغ هو رائد أعمال وسياسي أمريكي، ولد في 30 سبتمبر 1883 في ألباني في الولايات المتحدة، وتوفي في 7 أغسطس 1934 في بار هربور في الولايات المتحدة بسبب السكري. نشط حزبياً في الحزب الديمقراطي. وقد انتخب نائب حاكم نيويورك ‏.